# 星状雪兔子
星状雪兔子（学名：Saussurea stella）为菊科风毛菊属的植物。分布于锡金、不丹以及中国大陆的四川、西藏、青海、云南、甘肃等地，生长于海拔2,000米至5,400米的地区，常生长在河边、沼泽草地、高山草地、山坡灌丛草地及河滩地，目前尚未由人工引种栽培。

## 外部連結
- 星狀風毛菊, Xingzhuangfengmaoju （页面存档备份，存于） 藥用植物圖像數據庫 (香港浸會大學中醫藥學院) （繁體中文）（英文）